# Bokermannohyla nanuzae
A Bokermannohyla nanuzae a kétéltűek (Amphibia) osztályának békák (Anura) rendjébe és a levelibéka-félék (Hylidae) családjába tartozó faj. A faj korábban a Hyla nemzetségbe tartozott, egy nemrégen történt felülvizsgálat eredményeképpen került át a Bokermannohyla nembe.

## Előfordulása
A faj Brazília endemikus faja, az ország délkeleti részén fekvő Minas Gerais államban él. Természetes élőhelye a szubtrópusi vagy trópusi száraz erdők, nedves szavannák, szubtrópusi vagy trópusi nedves bozótosok, szubtrópusi vagy trópusi magashegyi bozótosok, folyók, folyó menti galériaerdők. A fajt élőhelyének elvesztése fenyegeti. Nevét Brazília egyik legnevesebb botanikusáról, Nanuza Luiza de Menezesről kapta.

## Természetvédelem
A faj jelentős egyedszámú állománya stabil. Elterjedési területe több védett park területére esik: Parque Nacional da Serra do Cipó, Área de Preservação Ambiental Sul és a Reserva Particular do Patrimônio Natural Santuário do Caraça.